# Gerichaolu
Gerichaolu (kinesiska: 格日朝鲁, 格日朝鲁苏木) är en socken i Kina. Den ligger i den autonoma regionen Inre Mongoliet, i den norra delen av landet, omkring 820 kilometer nordost om regionhuvudstaden Hohhot. Antalet invånare är 12361. Befolkningen består av 5 958 kvinnor och 6 403 män. Barn under 15 år utgör 17,0 %, vuxna 15-64 år 78 %, och äldre över 65 år 4,0 %.
Genomsnittlig årsnederbörd är 537 millimeter. Den regnigaste månaden är juli, med i genomsnitt 156 mm nederbörd, och den torraste är februari, med 3 mm nederbörd.